# Puchar Polski w piłce siatkowej mężczyzn (1974/1975)
Puchar Polski w piłce siatkowej mężczyzn 1974/1975 (Puchar Polski o "Puchar Sportowca") – 19. sezon rozgrywek o siatkarski Puchar Polski, rozgrywany od 1932 roku.

## Klasyfikacja końcowa
| Miejsce | Drużyna             |
| ------- | ------------------- |
| 1.      | Resovia             |
| 2.      | Stoczniowiec Gdańsk |
| 3.      | Avia Świdnik        |
| 4.      | Płomień Milowice    |
| 5.      | Hutnik Kraków       |
| 6.      | Chełmiec Wałbrzych  |